# Saison 1 de Dynastie (2017)
Cet article concerne le reboot de 2017. Pour la série originale de 1981, voir Saison 1 de Dynastie (1981).
Chronologie
Saison 2
Cet article présente le guide des épisodes de la première saison de la série télévisée américaine Dynastie.

## Généralités

### Diffusion
- Aux États-Unis, la saison a été diffusée entre le 11 octobre 2017 et le 11 mai 2018 sur le réseau The CW.
- Au Canada et dans tous les pays francophones, elle a été diffusée entre le 12 octobre 2017 et le 12 mai 2018 sur Netflix.

### Audiences
- La saison a réuni une moyenne de 684 000 téléspectateurs[1].
- La meilleure audience de la saison a été réalisée par le premier épisode, Quelle élégance, avec 1,25 million de téléspectateurs. C'est également la meilleure audience réalisée par la série[1].
- La pire audience de la saison a été réalisée par le vingt-et-unième épisode, Sale petite garce, avec 552 000 téléspectateurs[1].

## Distribution

### Acteurs principaux
- Elizabeth Gillies (VF : Olivia Luccioni) : Fallon Carrington
- Nathalie Kelley (VF : Laura Blanc) : Cristal Flores Carrington (née Celia Machado)
- James Mackay (VF : Yann Peira) : Steven Carrington
- Robert Christopher Riley (VF : Jean-Baptiste Anoumon) : Michael Culhane
- Sam Adegoke (en) (VF : Namakan Koné) : Jeff Colby
- Rafael de La Fuente (VF : Paolo Domingo) : Samuel Josiah « Sammy Jo » Jones
- Alan Dale (VF : Thierry Murzeau) : Joseph Anders
- Grant Show (VF : Thierry Ragueneau) : Blake Carrington

### Acteurs récurrents
- Wakeema Hollis (VF : Youna Noiret) : Monica Colby
- Brianna Brown (VF : Sybille Tureau) : Claudia Blaisdel
- Adam Huber (VF : Cédric Dumond) : Jack « Liam » Ridley-Lowden
- Hakeem Kae-Kazim (VF : Jean-Paul Pitolin) : Cesil Colby
- Nick Wechsler (VF : Sylvain Agaësse) : Matthew Blaisdel
- Michael Patrick Lane (VF : François Delaive) : Ted Dinard
- Elena Tovar (en) (VF : Laurence Dourlens) : Iris Machado
- Luis Fernández (VF : Boris de Mourzitch) : Alejandro Silva (née Diego Callestada)
- Nicollette Sheridan (VF : Marie-Martine Bisson) : Alexis Carrington

### Acteurs invités
- J.R. Cacia (VF : Jean-François Cros) : Rick Morales
- KJ Smith (VF : Jocelyne Nzunga) : Kori Rucks
- Arnetia Walker (en) (VF : Maïk Darah) : Louella Culhane
- Michael Beach (VF : Thierry Desroses) : capitaine Aaron Stansfield
- Dave Maldonado (VF : Michel Dodane) : Willy Santiago
- Bill Smitrovich (VF : Philippe Dumond) : Thomas Carrington
- Darryl Booker : James Culhane
- Kearran Giovanni (VF : Marie Zidi) : chef Bobbi Johnson
- Kelly Rutherford (VF : Julie Dumas) : Melissa Daniels
- Elizabeth Youman (VF : Juliette Allain) : Evie Culhane
- Brent Antonello (VF : Jérôme Pauwels) : Hank Sullivan
- L. Scott Caldwell : grand-mère des Colby
- Rick Hearst : Paul Daniels
- Steven Culp : Tim Meyers
- Nana Visitor : Diana Davis

## Épisodes

### Épisode 1:Quelle élégance
- États-Unis : 11 octobre 2017 sur The CW
- reste du  : 12 octobre 2017 sur Netflix

- États-Unis : 1,25 million de téléspectateurs (première diffusion)[1]

- Nick Wechsler (Matthew Blaisdel)
- Brianna Brown (Claudia Blaisdel)
- Wakeema Hollis (Monica Colby)
- Dave Maldonado (Willy Santiago)

### Épisode 2:Dire, enterrer et passer à autre chose
- États-Unis : 18 octobre 2017 sur The CW
- reste du  : 19 octobre 2017 sur Netflix

- États-Unis : 980 000 téléspectateurs (première diffusion)[1]

- Nick Wechsler (Matthew Blaisdel)
- Brianna Brown (Claudia Blaisdel)
- Wakeema Hollis (Monica Colby)
- Dave Maldonado (Willy Santiago)
- Michael Beach ( Chef de la police Stansfield)

### Épisode 3:Coupable
- États-Unis : 25 octobre 2017 sur The CW
- reste du  : 26 octobre 2017 sur Netflix

- États-Unis : 730 000 téléspectateurs (première diffusion)[1]

- Elena Tovar (Iris Machado)

### Épisode 4:Relations privées
- États-Unis : 1er novembre 2017 sur The CW
- reste du  : 2 novembre 2017 sur Netflix

- États-Unis : 760 000 téléspectateurs (première diffusion)[1]

- Brianna Brown (Claudia Blaisdel)
- Wakeema Hollis (Monica Colby)
- KJ Smith (Kori Rucks)
- Dave Maldonado (Willy Santiago)
- Michael Beach (Police Chief) Stansfield

### Épisode 5:Femme de l’année
- États-Unis : 8 novembre 2017 sur The CW
- reste du  : 9 novembre 2017 sur Netflix

- États-Unis : 720 000 téléspectateurs (première diffusion)[1]

- Brianna Brown (Claudia Blaisdel)
- Michael Patrick Lane (Ted Dinard)
- Nana Visitor (Diana)
- Ellen Wroe (Kylie)

### Épisode 6:Égocentrique
- États-Unis : 15 novembre 2017 sur The CW
- reste du  : 16 novembre 2017 sur Netflix

- États-Unis : 660 000 téléspectateurs (première diffusion)[1]

- Brianna Brown (Claudia Blaisdel)
- Wakeema Hollis (Monica Colby)
- Kj Smith (Kori Rucks)
- Josh Ventura (Phil)

### Épisode 7:Thanksgiving
- États-Unis : 29 novembre 2017 sur The CW
- reste du  : 30 novembre 2017 sur Netflix

- États-Unis : 700 000 téléspectateurs (première diffusion)[1]

- Brianna Brown (Claudia Blaisdel)
- Wakeema Hollis (Monica Colby)
- Arnetia Walker (Luella Culhane)
- Sebastian Sozzi (Chava)
- Hines Ward (Hines Ward)
- Jamal Anderson (Jamal Anderson)

### Épisode 8:Le meilleur dans la vie
- États-Unis : 6 décembre 2017 sur The CW
- reste du  : 7 décembre 2017 sur Netflix

- États-Unis : 690 000 téléspectateurs (première diffusion)[1]

- Wakeema Hollis (Monica Colby)
- Kj Smith (Kori Rucks)
- Elena Tovar (Iris Machado)
- Michael Patrick Lane (Ted Dinard)
- Michael Beach (Chef Aaron Stansfield)

### Épisode 9:Coups bas
- États-Unis : 13 décembre 2017 sur The CW
- reste du  : 14 décembre 2017 sur Netflix

- États-Unis : 720 000 téléspectateurs (première diffusion)[1]

- Bill Smitrovich (Tom Carrington)
- Hakeem Kae-Kazim (Cecil Colby)
- Wakeema Hollis (Monica Colby)
- Michael Patrick Lane (Ted Dinard)
- Elena Tovar (Iris Machado)

### Épisode 10:Une tarentule bien habillée
- États-Unis : 17 janvier 2018 sur The CW
- reste du  : 18 janvier 2018 sur Netflix

- États-Unis : 640 000 téléspectateurs (première diffusion)[1]

- Hakeem Kae-Kazim (Cecil Colby)
- Wakeema Hollis (Monica Colby)
- Elena Tovar (Iris Machado)

### Épisode 11:Je n'obéis à aucun homme
- États-Unis : 24 janvier 2018 sur The CW
- reste du  : 25 janvier 2018 sur Netflix

- États-Unis : 560 000 téléspectateurs (première diffusion)[1]

- Elena Tovar (Iris Machado)
- Kearran Giovanni (Bobbi Johnson)

### Épisode 12:Les promesses qu'on ne peut pas tenir
- États-Unis : 31 janvier 2018 sur The CW
- reste du  : 1er février 2018 sur Netflix

- États-Unis : 650 000 téléspectateurs (première diffusion)[1]

- Steven Culp (Tim Myers)
- Kelly Rutherford (Melissa Daniels)
- Wakeema Hollis (Monica Colby)
- JR Cacia (Rick Morales)

### Épisode 13:Que des ennuis
- États-Unis : 7 février 2018 sur The CW
- reste du  : 8 février 2018 sur Netflix

- États-Unis : 650 000 téléspectateurs[2] (première diffusion)

- Hakeem Kae-Kazim (Cecil Colby)
- Wakeema Hollis (Monica Colby)
- JR Cacia (Rick Morales)
- Michael Patrick Lane (Ted Dinard)

### Épisode 14:L'évangile selon Blake Carrington
- États-Unis : 9 mars 2018 sur The CW
- reste du  : 10 mars 2018 sur Netflix

- États-Unis : 660 000 téléspectateurs (première diffusion)[1]

- Hakeem Kae-Kazim (Cecil Colby)
- Wakeema Hollis (Monica Colby)
- JR Cacia (Rick Morales)
- Michael Patrick Lane (Ted Dinard)

### Épisode 15:À nous de jouer
- États-Unis : 16 mars 2018 sur The CW
- reste du  : 17 mars 2018 sur Netflix

- États-Unis : 680 000 téléspectateurs (première diffusion)[1]

- Bill Smitrovich (Tom Carrington)
- Hakeem Kae-Kazim (Cecil Colby)
- Wakeema Hollis (Monica Colby)
- Adam Huber (Liam Ridley)

### Épisode 16:Pauvre petite fille riche
- États-Unis : 23 mars 2018 sur The CW
- reste du  : 24 mars 2018 sur Netflix

- États-Unis : 670 000 téléspectateurs (première diffusion)[1]

- Nicollette Sheridan (Alexis Carrington)
- Bill Smitrovich (Tom Carrington)
- Kelly Rutherford  (Melissa Daniels)
- Wakeema Hollis (Monica Colby)
- Adam Huber (Liam Ridley)

### Épisode 17:Alexis entre en scène
- États-Unis : 30 mars 2018 sur The CW
- reste du  : 31 mars 2018 sur Netflix

- États-Unis : 990 000 téléspectateurs (première diffusion)[1]

- Nicollette Sheridan (Alexis Carrington)
- Adam Huber (Liam Ridley)

### Épisode 18:On n'arnaque pas une arnaqueuse
- États-Unis : 6 avril 2018 sur The CW
- reste du  : 7 avril 2018 sur Netflix

- États-Unis : 740 000 téléspectateurs (première diffusion)[1]

- Nicollette Sheridan  (Alexis Carrington)
- Adam Huber (Liam Ridley)
- Arnetia Walker (Luella Culhane)

### Épisode 19:Manipuler ou être manipulé
- États-Unis : 20 avril 2018 sur The CW
- reste du  : 21 avril 2018 sur Netflix

- États-Unis : 556 000 téléspectateurs (première diffusion)[1]

### Épisode 20:Une réplique du passé
- États-Unis : 27 avril 2018 sur The CW
- reste du  : 28 avril 2018 sur Netflix

- États-Unis : 684 000 téléspectateurs (première diffusion)[1]

### Épisode 21:Sale petite garce
- États-Unis : 4 mai 2018 sur The CW
- reste du  : 5 mai 2018 sur Netflix

- États-Unis : 552 000 téléspectateurs (première diffusion)[1]

### Épisode 22:Tout recommencer
- États-Unis : 11 mai 2018 sur The CW
- reste du  : 12 mai 2018 sur Netflix

- États-Unis : 557 000 téléspectateurs (première diffusion)[1]